# George Kranz
George Stefen Kranz (* 15. Dezember 1956) ist ein deutscher Musiktheater-Musiker und freiberuflicher Schauspieler.

## Leben
George Kranz machte Abitur in Berlin-Zehlendorf, arbeitet seit vielen Jahren beim Grips-Theater und lebt in Berlin.

## Wirken
1980 wurde er Mitglied der Berliner Band Zeitgeist.
1983 gelang ihm mit dem Titel Din Daa Daa (Trommeltanz) ein internationaler Hit, der Platz 1 der Billboard US Dance Charts sowie die Top 50 in Deutschland und anderen europäischen Ländern erreichte. Das danach veröffentlichte Album My Rhythm, auf dem The Phenix Horns mitwirkten, wurde kein Erfolg.
Kranz spielte mit Ulla Meinecke und Bands wie Third World oder The Fog (die sich später Stoneman nannten). Er gab Konzerte mit Madonna. Eine Platin-CD erreichte Shake der  Ying Yang Twins.
Kranz spielte auch Schlagzeug bei Nackt im Wind, dem Benefiz-Lied der Band für Afrika.
2001 legte George Kranz seinen Trommeltanz noch einmal im Mix mit DJ Pulsedriver auf, bevor er im Jahr 2003 Schlagzeuger bei World Bang wurde, die sich zwei Jahre später auflösten.
2006 wurde der Song Din Daa Daa für den XBOX-360-Werbespot verwendet.
Seit 2006 trat Kranz mit dem Projekt 'Schöneweile' als Sänger, Schlagzeuger und Co-Produzent wieder in Erscheinung. Hier wurden alte Lieder wie Der Mond ist aufgegangen oder Die Gedanken sind frei zeitgemäß interpretiert. Seine aktuellen Projekte sind '3+1' sowie 'Four on the Roof' – die im Februar 2017 in La Palma auftraten.
Seit 2014 arbeitet er mit Lars Eidinger zusammen als Live-Performance: Das Unvereinbare in ein Gedicht
Beim Berliner Kinder- und Jugendtheater GRIPS ist Kranz als Schlagzeuger und Songschreiber freiberuflich seit 1981 aktiv – so für das Musical Linie 1. Er ist Mitglied des GRIPS-Pop-Musikensembles und tritt dort auch in der Gruppe Die fabelhaften Millibillies auf. und auch Auf Weltreise mit den Millibillies.

## Auszeichnungen
- 1998 American Society of Composers, Authors and Publishers-Music-Award „ASCAP“ für Din Daa Daa

## Diskografie (Auswahl)
- Nackt im Wind (1985; als Teil von Band für Afrika; Verkäufe: + 150.000[3]), CBS
- Magic Sticks (O.S.T.) (1986), Virgin
- Move It (1989), SPV
- Sticky Druisin’ (1995)
- Very Best Of (1999), DFP-Music (BMG)

Produktionen
- The Fog – Metallic Lord (1999), DFP-Music (BMG)
- Bunny Rugs (Third World) – On Soul (2002), DFP-Music (H’art)

## Schauspiel
Als Schauspieler war George Kranz in der Sitcom Die Vier aus der Zwischenzeit zu sehen, danach spielte er als Hauptdarsteller im Kinofilm Magic Sticks zusammen mit Kelly Curtis, Samuel L. Jackson und Reginald VelJohnson. Im Jahre 1996 war er zu sehen im Spielfilm Du bist nicht allein – Die Roy Black Story; weitere Schauspieler-Engagements:
- Kabine 18
- Tocata
- Ein ungleiches Paar
- Der Passagier – Welcome To Germany
- Happy Birthday (Unschuldig schuldig)